# التحالف للتعويضات العادلة
التحالف من أجل التعويضات العادلة (بالإنجليزية: Coalition for Just Reparations وتختصر ب : C4JR): هو تحالف من منظمات المجتمع المدني العراقية (منظمات المجتمع المدني). يمثل C4JR التنوع اللغوي والعرقي والديني في العراق والذي يدعم مطالبات التعويض للناجين وغيرهم من ضحايا الجرائم التي ارتكبت خلال الصراع مع ما يسمى بالدولة الإسلامية في العراق وسوريا (صراع داعش في العراق).
تعتمد C4JR على القانون الدولي لحقوق الإنسان والقانون الوطني للنهوض بالحق في التعويضات لجميع الضحايا المدنيين (الناجين) من النزاع المسلح لداعش في العراق.
تأسست C4JR من قبل مؤسسة ژيان لحقوق الإنسان ، والتي أخذت على عاتقها منذ البداية مسؤولية إنشاء التحالف ويمكنها التعاون مع منظمات المجتمع المدني الأخرى في العراق لتكون عضوا في التحالف.

## المعتقدات الأساسية
- الاحترام الكامل للقانون الدولي لحقوق الإنسان.
- إيمان بالكرامة المتأصلة في الجنس البشري.
- الالتزام بالمساواة بين الجنسين.
- لكل ضحية لانتهاك جسيم لحقوق الإنسان حق واجب الإنفاذ في جبر الضرر.
- إن وجود مجتمع مدني قوي هو شرط مسبق رئيسي لنجاح عمليات العدالة الانتقالية.
- منظمات المجتمع المدني في دول ما بعد الصراع قادرة على الدفاع والعمل مع الانقسامات الطائفية والدينية والعرقية والطبقية والأيديولوجية وغيرها ، واستخدام القانون الدولي لصالح الضحايا.
- التعايش السلمي والاحترام المتبادل أساسيان وامتيازات لعلاقات جيدة بين المجتمعات والجماعات.
- يجب أن يكون إصلاح الضرر الذي لحق بضحايا الانتهاكات الجسيمة لحقوق الإنسان أولوية قصوى ليس فقط للدول التي وقع فيها الانتهاك ولكن أيضًا للمجتمع الدولي والناس في جميع أنحاء العالم.
- ينبغي إبلاغ ومناقشة أي برامج تهدف إلى تصحيح الانتهاكات الجسيمة لحقوق الإنسان وتقديم تعويضات من قبل الضحايا أنفسهم في الوقت المناسب

التحالف للتعويضات العادلة يهدف لبناء برنامج شامل للتعويضات، وتكون الدولة الداعم الاقتصادي له ويشمل جميع ضحايا انتهاكات الجسيمة لحقوق الإنسان، التي ارتكبت خلال نزاع داعش في العراق. التحالف يشدد على توصيل التعويضات للمستحقين، من خلال مراقبة تفعيل وتطبيق القوانين الموجودة والتي سوف يتم تمريرها لاحقا بخصوص هذا المجال.

## لماذا أسس التحالف؟[3]
أدى وصول داعش إلى العراق في بداية عام 2014 ، الى تصاعد دوامة العنف الموجودة بالفعل إلى مستوى غير مسبوق. ونتيجة لذلك ، قُتل ما لا يقل عن 30 ألف مدني ، وأصيب 55 ألفًا ، ونزح أكثر من 3 ملايين شخص.

ينصب التركيز الحالي على تقديم مرتكبي داعش إلى العدالة. العديد من الذين عانوا و كانوا ضحايا لجرائم ارتكبها أفراد لن يتم تقديمهم للعدالة لأن الجناة إما متوفون أو مجهولون. وهذا هو الحال أيضًا في النقطة التي تشير إلى أن المحاكمات الجنائية عادةً ما تكون غير قادرة على تقديم تعويضات لضحايا النزاع المسلح. بينما يمكن اعتبار إدانة المخالفين شكلاً من أشكال الترضية ، إلا أن العدالة الجنائية لا تسمح إلا بدفع تعويض مادي على الأكثر

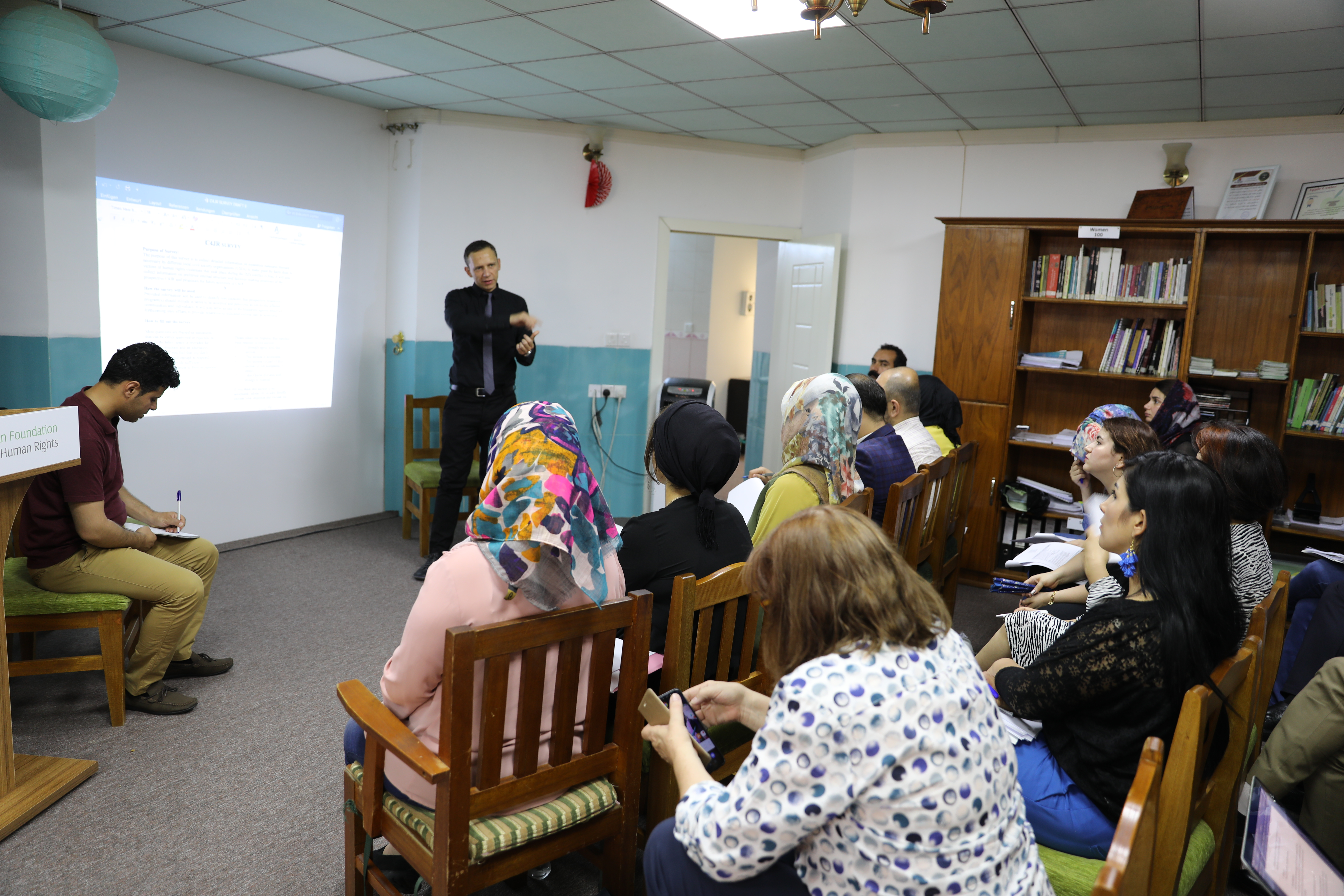
بۆیان گاڤرلوڤج يقدم سمينار حول التحالف للتعويضات العادلة لمنظمات المجتمع المدني العراقية في فرع السليمانية ل مؤسسة ژيان لحقوق الإنسان.

## الاهداف الرئيسية للتحالف
يعمل التحالف ويطمح إلى إنشاء برنامج تعويض شامل ممول من الدولة لجميع الضحايا المدنيين للانتهاكات الجسيمة لحقوق الإنسان التي ارتكبت خلال النزاع المسلح لداعش في العراق. تحاول C4JR أيضًا ضمان وصول تدابير التعويض إلى المستفيدين المقصودين من خلال مراقبة تنفيذ التشريعات الحالية والقادمة.
وبالتالي ، فإن الأهداف الرئيسية للتحالف هي:
- توحيد موقف المجتمع المدني العراقي من التعويضات.
- الانخراط في حوارات مع أصحاب المصلحة المعنيين في العراق بشأن التعويضات.
- وضع إطار لمناقشات التعويضات على أساس قانون حقوق الإنسان.
- شجع الناجين على المشاركة في جميع مستويات النقاش حول التعويضات.
- التأكيد على أهمية التعويضات للجمهور الأوسع.

## تشكيل التحالف
تم إنشاء تحالف منظمات المجتمع المدني في عام 2019 وتم تقسيم عملية إنشائه إلى أربع مراحل: (1) إجراء الاتصالات ؛ (2) جمع المعلومات ؛ (3) التوصل إلى اتفاق. (4) تنفيذ المهام المتعلقة بالتحالف.
المرحلة الأولى: إجراء الاتصالات
الاتصال وتنظيم الندوات لمجموعة متنوعة من منظمات المجتمع المدني العراقية وأعضاء C4JR المحتملين. كانت أهداف هذه الأحداث هي:
• مناقشة خطة تشكيل تحالف للضغط من أجل برنامج تعويض شامل لجميع ضحايا النزاع المسلح العراقي مع داعش.
• وصف الأساليب المستخدمة لإنشاء C4JR.
• توفير منتدى للحوار المفتوح حول العديد من قضايا العدالة التعويضية.
ما الذي تم القيام به حتى الآن؟
أكثر من 30 منظمة مجتمع مدني من كردستان وأجزاء أخرى من العراق حضرت ثلاث فعاليات إعلامية تم تنظيمها في دهوك وأربيل والسليمانية.
المرحلة الثانية: جمع المعلومات
إرسال استطلاع إلى منظمات المجتمع المدني التي تم تحديدها من خلال الأحداث الإعلامية ، والذي كان يهدف تحديدًا إلى معرفة أفكارهم حول الموضوعات الأساسية الثلاثة لوثائق C4JR.
ورقة موقف بشأن التعويضات. وثيقة تتضمن أفكارًا إجماعًا رئيسية حول التعويضات في العراق والتي ستكون بمثابة أحد النماذج لقياس جهود الدولة المقبلة لتقديم تعويضات للضحايا.
ميثاق التأسيس تم تحديد هيكل حوكمة C4JR في هذا الميثاق (حقوق والتزامات الأعضاء ، وعملية صنع القرار ، والإدارة اليومية للتحالف ، وآليات الرقابة ، إلخ.)
الأنشطة المحتملة لـ C4JR
ما الذي تم تحقيقه حتى الآن؟
تم إرسال الاستطلاع ، وتم جمع وفحص التعليقات الواردة من منظمات المجتمع المدني.
المرحلة الثالثة: التوصل إلى اتفاق
تم استخدام ردود الاستطلاع لإنشاء المسودات الأولى لوثائق C4JR الأساسية الثلاثة ، والتي تمت مناقشتها بعد ذلك ومراجعتها وصقلها بالتشاور الوثيق مع جميع منظمات المجتمع المدني المشاركة.
خلال اجتماع عمل حضرته جميع المنظمات غير الحكومية المشاركة ، تمت مناقشة نسخ متقدمة من مسودات وثائق C4JR الأساسية الثلاث وتم الاتفاق على النسخ النهائية شخصيًا. بعد أن تم تأكيد الوثائق رسميًا من قبل الممثلين المعتمدين لمنظمات المجتمع المدني في المؤتمر التأسيسي ، تم إنشاء C4JR رسميًا وتم الإعلان عنه للجمهور.
ما الذي تم تحقيقه حتى الآن؟
اكتملت الآن عملية التشاور مع منظمات المجتمع المدني. كان اجتماع العمل ناجحًا ، حيث تم التوصل إلى أرضية مشتركة حول ثلاث وثائق رئيسية لـ C4JR. تمت المصادقة على الأوراق الأساسية لـ C4JR من قبل 25 منظمة من منظمات المجتمع المدني خلال المؤتمر التأسيسي الذي عُقد في الخامس والسادس من نوفمبر 2019 ، وتم إطلاق C4JR رسميًا.
المرحلة الرابعة - تفعيل أنشطة التحالف
في المرحلة الرابعة ، يجب أن يشارك أصحاب المصلحة ذوو الصلة في أنشطة الحملة / المناصرة من خلال المؤتمرات الصحفية والاجتماعات مع الجهات الفاعلة الدولية في العراق (الدبلوماسيون ، وكالات الأمم المتحدة ، المنظمات غير الحكومية ، إلخ) ، والمناقشات مع السياسيين ، والقادة المحليين ، وما إلى ذلك. في الوثيقة ذات الصلة ، يجب الاتفاق على طبيعة ونطاق الإجراءات.
أعدت C4JR مشروع قانون يسمى "قانون تعويضات الناجين من العنف الجنسي المرتبط بالنزاع المرتكب أثناء صراع داعش في العراق".

## مشروع قانون[1][4][5]
قام التحالف للتعويضات العادلة خلال فترة عمله بإعداد المشروع القانوني ادناه:

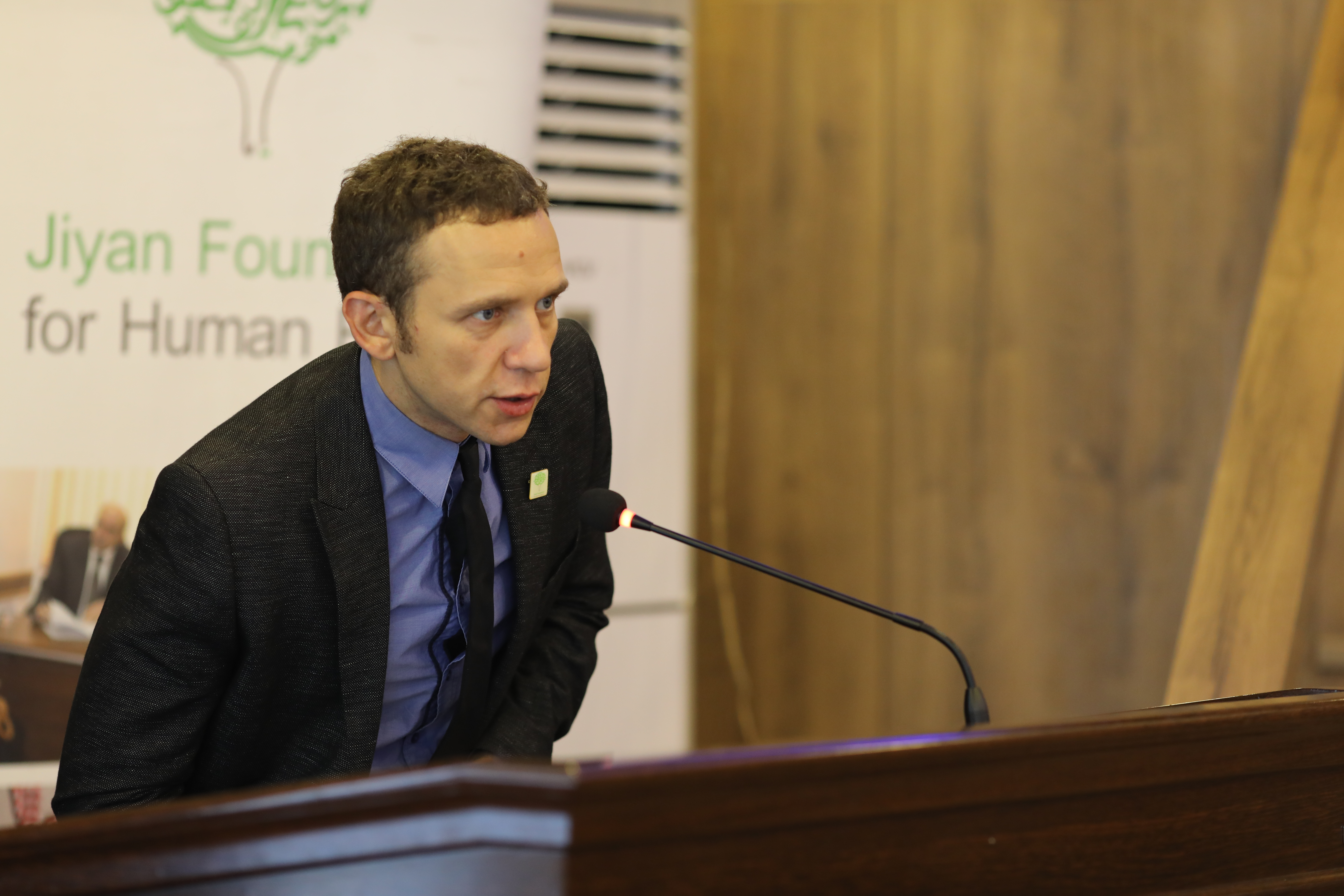
كلمة بویان گاڤرلوڤج في مراسيم الرسمية لاطلاق التحالف للتعويضات العادلة.

قانون التعويضات للناجين من العنف الجنسي المرتكب خلال صراع داعش في العراق

## أعضاء التحالف للتعويضات العادلة[1][2][4][5][6][7][8]
1. أسودا
2 - منظمة عالم أفضل لتنمية المجتمع (BWO)
3. كابيني للمساعدات الإنسانية في العراق
4. منظمة التنمية المدنية "CDO"
5. منظمة داك
6. إيما
7. منظمة إيزيدي للتوثيق
8. غصن الزيتون
9- منظمة حمورابي لحقوق الإنسان.
10. هاريكار
11. حوار. مساعدة
12. الجمعية التربوية العراقية البصرة
13. المؤسسة العراقية للتنمية (IID).
14. منظمة ژيندا
15. منظمة العدل لحقوق الأقليات (جومر)
16. منظمة مثرا للثقافة والتنمية الارسانية
17. مبادرة نادية (NI)
18- المركز الوطني لحقوق الإنسان
19. منظمة نيشا
20. منظمة السلام والحرية
21. مؤسسة SEED
22. تجديد العراق
23. المؤسسة الايزيدية الحرة
24- مؤسسة ژيان لحقوق الإنسان
25. زهرة اللوتس
26. مركز المراقب لحقوق الإنسان OHRC
27- منظمة التصالح (TRO).
28- مؤسسة إنقاذ التركمان
29 - معهد القيادة النسائية (WLI)
30- منظمة المساعدة القانونية النسائية (WOLA)
31. يزدا

## المواقع الخارجية
- التحالف للتعويضات العادلة  على فيسبوك.